# Montecreto
Montecreto är en ort och kommun i provinsen Modena i regionen Emilia-Romagna i Italien. Kommunen hade 937 invånare (2018).